# 寧紹台道
宁绍台道，清朝时设置的道。
雍正四年（1726年）置，治所在宁波（今浙江省宁波市）。辖宁波、绍兴、台州三府。道光二十三年（1843年），增辖定海直隶厅（原属宁波府）。民国初废。 